# Павеза (герб)
Павеза ( пол. Herburt V, Pawęża) – шляхетський герб, різновид герба Гербурт.

## Опис герба
Опис згідно з класичними правилами Блазонування:
У червоному полі зелене яблуко яке увінчане золотим лицарським хрестом і пронизане трьома мечами: двома в андріївський хрест вістрям до низу, в третім в стовп з низу. В клейноді три срібних пера страуса.
Оскільки зелений на червоному тлі порушує принцип розфарбування гербів, Альфред Знамієровський вважає, що яблуко має бути золотим.

## Історія
Невідоме походження герба.

## Роди
Гузіковські (Guzikowski), Козєки (Koziek), Козроговичі (Kozrogowicz), Модзелевські (Modzelewski), Mozalewski (Мозалевські), Pawęski (Павеські), Павезькі (Pawęzki), Павезовські (Pawęzowski), Повеські (Powęski), Скарґи (Skarga), Ворони (Worona), Вороничі (Woronicz)

### Відомі власники
- священик Петро Скарґа